# Jacques Suurmond
Jacques Suurmond (Souburg, ca. 1946) is een Nederlands politicus van de VVD.
Hij was onder meer in Sluis en Oostburg ambtenaar financiële zaken en in die laatste gemeente was Suurmond 20 jaar hoofd van de afdeling financiën. Verder was hij van 1991 tot 2003 lid van de Provinciale Staten van Zeeland waarvan de laatste acht jaar als fractievoorzitter. In de periode 2003 tot 2007 was hij daar gedeputeerde. In 2008 werd Suurmond interim wethouder in Vlissingen nadat daar een bestuurscrisis was vanwege problemen rond de nieuwbouwwijk Scheldekwartier. Na de gemeenteraadsverkiezingen van 2010 bleef Suurmond in Vlissingen wethouder tot hij medio 2011 benoemd werd tot waarnemend burgemeester van Sluis als opvolger van Jaap Sala die vervroegd met pensioen ging. Eind 2012 werd bekend dat Suurmond medio 2013 zal opstappen als burgemeester van Sluis. In april 2013 heeft de gemeenteraad van Sluis Annemiek Jetten voorgedragen om daar burgemeester te worden.